# ViewSonic
ViewSonic Corporation là một công ty điện tử đa quốc gia do tư nhân nắm giữ có trụ sở chính tại Brea, California, Hoa Kỳ và một trung tâm nghiên cứu và phát triển tại thành phố Tân Bắc, Đài Loan.
ViewSonic chuyên về phần cứng hiển thị hình ảnh — bao gồm màn hình tinh thể lỏng, Máy chiếu và bảng tương tác — cũng như phần mềm bảng trắng kỹ thuật số. Công ty cung cấp các giải pháp công nghệ tại ba thị trường chính: giáo dục, doanh nghiệp và giải trí.
Công ty có khoảng 1 tỷ USD doanh thu trên toàn thế giới mỗi năm.